# Поляки в Башкортостане
Поляки Башкортостана (баш. Башҡортостан поляктары; пол. Polacy z Baszkortostanu) — поляки, проживающие на территории Башкортостана.

## История
Поляки в Башкортостане стали обосновываться в середине XVII веке. В это время насчитывалось 69 польских дворов. Число поляков возросло, когда на царскую службу были направлены полоцкие и смоленские шляхтичи. Они прибыли в Башкортостан, когда в ходе русско-польской войны были захвачены Смоленск и Полоцк, представители чьих шляхт согласились принять русское подданство. Эти люди несли воинскую службу, принимали участие в крымском и азовском походах и подавлении башкирского восстания 1681-1684 годов. В дальнейшем в конце 1660-х и начале 1670-х их наделили земельными дачами. Позднее их потомки были расселены по всему Башкортостану, некоторые стали дворянами.
В конце XVIII века для прохождения службы были направлены 382, а на поселение 546 участников Барской конфедерации. Некоторые из них остались на постоянное жительство.
В ходе башкирского восстания 1662-1664 годов башкиры осадили Кунгур при помощи артиллерии. Для русской армии это было неожиданностью. Помощь в создании артиллерии башкирам оказали поляки и литовцы, которые были захвачены в плен в ходе русско-польской войны.
Наибольший приток поляков пришёлся на XIX век, когда в Башкортостан сослали военнопленных польских солдат французской армии, воевавших в войне 1812 года; затем участники польского национального движения 1830-1860 годов. Также принимали участие в формировании польской диаспоры добровольные переселенцы. В конце XIX и начале XX века в Башкортостан переселились польские крестьяне, образовавшие польские поселения, такие как например хутора Польский и Вольдзиковский (ныне село Октябрьский). По данным переписи 1897 года поляков в Уфимской губернии было 956 человек, а в Оренбургской 1696 человек. С началом Первой мировой войны в Башкортостан прибыли беженцы и польские военнопленные.
В период Гражданской войны 13 польских офицеров сражалась в рядах башкирской армии, в их числе например Станислав Бриц.
После освобождения Польши в 1918 году многие поляки вернулись на родину. По данным переписи 1926 года в Башкортостане проживало 1655 поляков.

## Современность
По данным переписи 2010 года в Башкортостане проживало 504 поляка.

## Религия
В Уфе с 1890 до 1938 года работал католический костёл. В 1938 году советская власть арестовала его священника Франциска Будриса и вместе со 138 прихожанами расстреляла.